# 烏桓
烏桓（呉音：うがん、漢音：おかん、拼音: Wūhuán）は、紀元前1世紀から紀元後3世紀にかけて中国北部（現在の内モンゴル自治区）に存在していた民族。『三国志』などでは烏丸と表記する。

## 歴史

### 匈奴からの独立
漢代の初め、匈奴の冒頓単于が東胡を滅ぼした際、その生き残りが烏桓山と鮮卑山に逃れ、それぞれが烏桓と鮮卑になった。初めは勢力が弱く、匈奴に臣下として仕え、年ごとに牛や馬や羊を貢いでいた。もし定めの時期を過ぎてもその数が揃わないときには、彼らの妻子が匈奴に連れ去られるのが常であった。匈奴の壺衍鞮単于（こえんていぜんう）（在位：紀元前85年 - 紀元前68年）の時代になると、烏桓の力がだんだん強くなり、匈奴の単于の墓を暴いて、冒頓単于に敗れた時の恥に報復した。壺衍鞮単于は激怒し、2万の騎兵をやって烏桓に攻撃をかけた。漢の大将軍の霍光（かくこう）は、この情報を得ると、度遼将軍の范明友を送り、3万の騎兵を率いて、遼東郡から出陣し、匈奴の後を追って攻撃をかけた。范明友の軍が到着したときには、匈奴はもう引き揚げた後だった。烏桓は匈奴の兵から手痛い目を受けたばかりで、范明友は彼らが力を失っているのに乗じて、軍を進めて烏桓に攻撃をかけ、6000余りの首級を上げ、3人の王の首を取って帰還した。その後も烏桓は幾度か長城地帯に侵攻してきたが、范明友はそのたびごとに兵を出して打ち破った。新の王莽の末年になると、烏桓は匈奴とともに侵略を行うようになった。光武帝が天下を平定すると、伏波将軍の馬援を送り、3000の騎兵を率い、五原関から長城の外に出て、征伐を行わせた。しかし何の成果も上げず、馬1000余匹を死なせただけであった。烏桓は引き続いて勢力を盛んにし、匈奴に略奪や攻撃を仕掛けた。匈奴は千里の彼方へ居住地を移し、漠南の地（内モンゴル）は空になった。

### 後漢の時代
建武25年（49年）、烏桓の大人郝旦（かくたん）ら9000余人が部下を引き連れて漢の朝廷にやってきた。その主だった指揮者が王や侯に封ぜられ、その数は80人以上にものぼった。彼らを長城の内側に居住させ、遼東属国・遼西・右北平・漁陽・広陽・上谷・代郡・雁門・太原・朔方の諸郡に分けて住まわせ、同じ烏桓族の者たちを内地に移るよう招き寄せた。彼らに衣食を給し、護烏桓校尉の官を置いてその統治と保護にあたらせた。こうした施策の結果、烏桓は漢のために塞外の偵察と警備の任にあたり、匈奴や鮮卑に攻撃を加えるようになった。
永平年間になって、漁陽烏桓の大人の欽志賁（きんしほん）が部族を糾合して漢の命令を聞かなくなり、鮮卑も再び漢へ攻撃を始めた。遼東太守の祭肜（さいゆう）は、懸賞を出して欽志賁を暗殺させ、その混乱に乗じて一味を打ち破った。
安帝の時代になると、漁陽・右北平・雁門の烏桓の率衆王無何（むか）たちは、また鮮卑や匈奴と連合して、代郡・上谷・涿郡・五原で略奪を働いた。そこで大司農の何熙（かき）に車騎将軍を兼任させ、近衛兵をその旗下につけ、国境地帯の7つの郡と黎陽営の兵士を動員して、合わせて2万の軍で攻撃をかけさせた。匈奴は降服し、鮮卑と烏桓はそれぞれ長城の外へ引き揚げていった。これ以後、烏桓はまただんだんと漢に接近してきたので、彼らの大人戎末廆（じゅうまつかい）を都尉の官に就けた。順帝の時代には、戎末廆は、主だった配下の咄帰（とつき）や去延らを率い、護烏桓校尉の耿曄（こうよう）に従って長城を出て、鮮卑を攻めて手柄を立てた。帰還するとそれぞれ率衆王の位を与えられ、絹を賜った。
中平二年（185年）、皇甫嵩が韓遂・辺章の乱を討伐すべく、烏桓兵三千人の増援を要請した時、北軍中候であった鄒靖は「烏桓兵は弱いので鮮卑兵を採用すべきだ」と意見した。しかし、応劭が「鮮卑兵は戦地で略奪を働くであろう」と反対したため、鄒靖の意見は斥けられた。この時、鄒靖に同調した大将軍掾の韓卓の言によると、鄒靖は辺境近くで暮らしていて異民族たちの実態をよく知っていたという。

### 蹋頓の登場
漢の末年、遼西烏桓の大人丘力居（きゅうりききょ）は5000余りの落を配下に置き、上谷烏桓の大人難楼（なんろう）は、9000余りの落を配下に置いてそれぞれ王を名乗っていた。加えて遼東属国烏桓の大人蘇僕延（そぼくえん）は1000余りの落を配下に置いて、勝手に峭王と号し、右北平烏桓の大人烏延は800余りの落を配下に置いて、勝手に汗魯王を号し、彼らはそれぞれに智謀もあり勇敢な者たちであった。中山太守の張純は、逃亡して丘力居の配下に入ると、自ら弥天安定王と号し、三郡の烏桓の総指揮者となり、青・徐・幽・冀の四州を攻略し、役人や民衆を殺し略奪を行なった。霊帝の末年、劉虞が幽州の牧に任ぜられると、異民族の間に恩賞を約束し張純の首を取らせることができた。のちに丘力居が死ぬと、息子の楼班は年が若く、従子の蹋頓に武略があったので、蹋頓が代わって立って、三王の配下を統括した。人々はみな彼の命令をよく聞いた。袁紹が公孫瓚と幾度も戦いながら、勝負がつかずにいる時、蹋頓は使者を袁紹のもとに送って和親を求め、袁紹を助けて公孫瓚を攻撃し、これを打ち破った。袁紹は勝手に朝廷の命令を偽造して蹋頓・難楼・蘇僕延・烏延に印綬を与えて、それぞれ単于の称号を与えた。
のちに楼班が成長すると、峭王（蘇僕延）はその配下を取りまとめつつ、楼班を奉じて単于とし、蹋頓を王とした。蹋頓は策略をめぐらすことを好む人物であった。広陽の閻柔は若い時捕らえられて烏桓と鮮卑のもとに連れてこられたが、次第に異民族たちの崇敬を集めるようになっていた。そこで閻柔は鮮卑部族の力を借りて、護烏桓校尉の邢挙を殺すと、自ら護烏桓校尉の官に就いた。袁紹はこれを利用し、閻柔を手厚く扱うことによって北辺の安定を計った。のちに袁紹の三男である袁尚が曹操に敗れて蹋頓のもとに逃げ込むと、蹋頓の力を頼んで冀州奪回を目論んだ。ちょうどその頃、曹操は河北を平定し、閻柔は鮮卑と烏桓を引き連れて曹操のもとに帰順した。そこで曹操は引き続いて閻柔を護烏桓校尉に任じ、漢の使節を与えて、以前どおり上谷郡寧城で職務にあたらせた。
建安11年（206年）、曹操は自ら柳城の蹋頓を討った。秘密裏に軍勢を動かし間道を通ったが、柳城の手前100里余りの所で敵軍に発見された。袁尚は蹋頓とともに兵を率いて凡城に曹操を迎え撃ち、その兵馬ははなはだ盛んであった。曹操は小高い場所に登って、敵の陣営を見渡し、兵を出すのを抑えていた。敵に少し動きのあるのを見届けてから兵を動かし、敵兵を打ち破った。その戦闘の間に蹋頓の首を取り、死者は野を埋めた（白狼山の戦い）。速附丸・楼班・烏延らは遼東郡に逃げ込んだが、遼東郡の役所は彼らすべてを斬って、その首を駅馬で曹操のもとにもたらした。それ以外の散り散りに残った者たちもみな降伏した。これらの者たちを、幽州と并州で閻柔の配下にあった烏桓1万余りの落と一緒にし、部族を挙げて漢の内地に移住させた。彼らのうちの王侯や大人の指揮下にある異民族の兵士たちを統合し、曹操の軍に加わらせた。こうして三郡の烏桓は騎兵としての名が天下に聞こえた。

### 魏の時代
景初元年（237年）秋、幽州刺史の毌丘倹（かんきゅうけん）を遣わし、多くの軍団を率いて遼東を討たせた。右北平烏桓単于の寇婁敦（こうろうとん）と遼西烏桓都督・率衆王の護留とは昔、袁紹に従って遼西に逃亡してきたのであるが、毌丘倹の軍が来ると聞いて、配下の5000余人を引き連れて降伏した。寇婁敦は弟の阿羅槃（あらばん）を遣わし、宮廷に伺候して朝貢物を献上させた。朝廷は、寇婁敦の配下の主だった指揮者30余人を王に封じ、輿（こし）や馬などをそれぞれの位に応じて下賜した。

## 習俗
烏桓は騎射（騎乗したまま矢を放つこと）に巧みで、水や牧草を追って遊牧を行い、定住地はない。穹廬（きゅうろ：ゲル）を家とし、入口はみな太陽の方向（東）に向ける。鳥獣を狩りし、肉を食べ酪（らく：ヨーグルトの類）を飲み、獣の毛で着物を作る。若者が貴ばれ老人は賤しめられ、その性格は乱暴で、腹を立てれば父や兄をも殺すが、母親には決して危害を加えない。なぜなら、母親には母方の一族がいるが、父や兄は自分と同族で、彼らを殺しても報復をする者がいないからである。勇敢壮健な者で互いの訴えや争いごとを裁いてゆける者を選んで大人（たいじん：部族長）とするのが通例である。邑落ごとに下級の統率者がいるが、世襲ではない。数百から数千の落（らく：集落の最少単位で、約2～3戸20数人ほど）が集まって一つの部族を作っている。大人が人を集める時には、木に刻み目を入れてしるしとし、邑落（ゆうらく：落が20数戸集まり、人口約百十数人ほど）の間を回す。文字はないが、部族民は決して大人の召集を間違えることはない。定まった姓氏はなく、大人や勇者の名を姓とする。大人以下、それぞれに牧畜を仕事とし、徭役（ようえき：土木工事）にかり出されることはない。

### 結婚
彼らが結婚するときにはまず、ひそかに情を通じて女を奪い去ってゆく。半年あるいは100日も経ってから、仲人をやって馬や牛や羊を贈物として嫁取りの礼を行う。婿は妻について妻の実家に入り、妻の家の者には誰であろうと、朝ごとに拝礼を行う。しかし自分の父母を拝礼することはないのである。妻の家のために下男の仕事を2年間すると、妻の家のほうでは手厚い贈物をして娘を送り出す。その際の住居や品物は、すべて妻の家が整える。こうしたことから彼らの習わしとしてすべてのことが婦人の指図で決められるが、ただ戦闘に関することだけは、男子自らが決定を下す。父と子、男と女が、向かい合って立てひざで座る。みな頭を剃っていて、この方が軽くてよいらしい。婦人は嫁入りするときになって、髪をたくわえはじめ、分けて髻（もとどり）に作り、そこに句決（こうけつ：帽子の一種）をつけ、それを金や碧玉で飾る。父や兄が死ぬと、その残された妻を自分の妻とし、あるいは嫂（あによめ）とする（レビラト婚）。亡夫に弟がなく娶ってもらえぬ寡婦は、自分の子供に夫の後を継がせ、自分は伯叔の次妻となる。彼女が死ねば、元の夫と一緒に葬られる。

### 産業
彼らはみな鳥獣の繁殖の時期をよく知っていて、それによって四季を区別する。例えば、畑を耕し種を蒔く仕事は、布穀鳥（カッコウ）が鳴くのを合図にするのである。その土地は青穄（くろきび）や東牆（とうしょう）の成育に適している。東牆はヨモギのような草で、実は葵の種に似て、10月に実る。白酒を作る技術はあるが、麹（こうじ）を作ることは知らない。米は常に中国からの供給に頼っている。大人たちは、弓矢や鞍（くら）・勒（くつわ）を作り、銅や鉄を鍛造して兵器を作ることができ、また皮にきれいな刺繍をし、毛氈（もうせん）を織り出すことができる。

### 病気
病気になると、彼らの知識では、艾（もぐさ）でお灸をしたり、あるいは焼いた石を患部に押し当て、火を焚いて暖めた土の上に寝転がり、あるいは痛みのある病気の個所ごとに、小刀で血管を切って瀉血する。また天地山川の神々に病気の平癒を祈願する。鍼や薬はない。基本、戦闘で死ぬことが貴ばれる。

### 葬祭
屍体を納めるのに棺が用いられる。死んだ当初は哭泣するが、葬儀のときには歌舞によって死者を送り出す。充分に肥らせておいた犬を、彩りのある綱でつないで、死者が乗っていた馬やその着物、生前の装飾品と一緒にまとめ、それらに火をかけて火葬する。特にその犬は、死者の神霊（魂）を護って、赤山まで導いてゆく役目を負わされている。埋葬の日には、夜になると親族や古なじみたちが集まって車座になり、犬と馬を引いて順番にその座を回る。歌ったり哭したりしている者たちは、肉を投げてやったりする。死者の魂が険阻な場所をまっすぐ通り抜け、悪い精霊たちに邪魔をされず、無事に赤山に行きつけるよう2人の者に呪文を唱えさせる。それが終わると、犬と馬を殺し、衣服と一緒に焼く。彼らは鬼神を敬い、天地や日月星辰や山川を祭り、死んだ大人のうちで武勇に誉れ高い者にも、同様に牛羊を捧げて祭る。祭りが終わると、奉げものは全て焼いてしまう。飲食をする場合には、まずその一部を神々への捧げものとする。

### 刑罰
彼らの間の掟として、大人の命令に背いた者は死刑、盗みを止めない者は死刑の2条がある。殺害事件が起こったときには、部落の間で報復を行わせる。互いに報復し合ってやまない時には、大人のもとに出て判決を受ける。有罪とされたものは、自分の牛や羊を出して生命をあがなうことによって、事件は落着する。自分自身の父や兄を殺したときには罪にならない。逃亡した後大人に捕えられた者は、どこの邑落もその身柄を引き受けようとはせず、みんなして“雍狂の地”に追いやってしまう。“雍狂の地”というのは、山はなく、砂漠と水沢と草木が生えるばかりで、マムシが多く、丁令の西南、烏孫の東北に当たる。そこに追いやって苦しめるのである。

## 民族・言語系統と名称

### 民族・言語系統
まず、烏桓族の祖先は東胡であると『三国志』や『後漢書』などの中国の史書は伝えている。しかし、その東胡の言語系統については、ツングース説、モンゴル説、ツングースとモンゴルの混合説などとはっきりしていない。また、烏桓と同族とされる鮮卑についても、モンゴル説、テュルク説、モンゴルとテュルクの混種説など諸説ある。

### 名称
『三国志』烏丸等伝の注釈『王沈魏書』，『後漢書』烏桓鮮卑列伝などはすべて、東胡の生き残りがそれぞれ烏桓山と鮮卑山に拠り、その山の名前が民族名となったということを記している。しかし、多くの研究者は逆に烏桓鮮卑族がもともとその山を根拠地としていたために、民族名が山の名前となったとしている。そこで、「烏桓」という名の語源はというと諸説あり、その中でも3つの説が有力視された。
- 白鳥庫吉のukhagan（蒙古語：知識・聡明）説…白鳥氏は北方民族の尊称で「聡明」の意味を使用しているのは少なくないとし、例えば、匈奴では太子のことを「左屠耆王」といい、「屠耆（とき）」とは「賢明（聡明）」の意味であり、突厥，回鶻の君主号可汗（カガン）の尊称「毗伽可汗（ビルゲカガン）」の「毗伽（ビルゲ、bilgä）」とは「賢明（聡明）」の意味で、蒙古の尊号に「薛禅（tsetsen）」とあるのも「聡明」の意味であるとし、「烏桓（ukhagan）」とは、東胡の王より与えられた称号のひとつであるとした。
- 馮家昇のubusun（蒙古語：草）説…馮氏はまず、烏桓（うがん、wūhuán）と宇文（うぶん、yŭwén）を同じものと考え、『資治通鑑』巻八十一太康六年注引『何氏姓苑』において、「宇文氏は炎帝の出自であり、その後、草の効能を試したため、鮮卑語で草をいう『俟汾（しふん、qífén/sìfén）』から、俟汾氏と名乗り、その後訛って『宇文氏』となった」とあることから、長城付近の蒙古語で草をいうebesu/ebesun、喀爾喀（ハルハ）語で草をいうubusu/ubusun、ブリヤート語で草をいうöbuhim/öböhonより、「烏桓（wūhuán）」 の語源は「草（ubusun）」であるとした。
- 丁謙のulan（蒙古語：紅）説…丁氏は、烏桓は烏桓山という山の名前からついた族名であるという史書の記載を遵守し、蒙古語で紅を烏蘭（うらん、ulan）といい、『王沈魏書』に出てくる赤山（上記に記載）とはulan山の意訳であり、烏桓山はその音訳であって烏桓とは「赤」の意味であるとした。

この3つの説の中では丁謙のulan説が一番信憑性がありそうだが、それを立証する史料がないのではっきりしたことは言えない。しかし、この3つの説の他に『北アジア史研究』を著した内田吟風は、「烏桓＝帰順来降者」という説を提唱した。
- 内田吟風の帰順来降者説…内田氏は、3つの視点から「烏桓」は「帰順」という意味であるとした。第一に、匈奴の屠耆単于（在位：紀元前58年 - 紀元前56年）が呼韓邪単于（在位：紀元前58年 - 紀元前31年）に敗れ自殺し、その子である王定が漢に降り信成侯に封ぜられた際、『漢書』景武昭宣元成功臣表第五にて屠耆単于を「匈奴烏桓屠耆単于」と記しているのは、屠耆単于の子である王定が漢に帰順したので「匈奴の帰順せる屠耆単于」という意味で王定らが父を追称したからではないか。第二に、王莽の始建国2年（10年）九月、新の西域戊己校尉史の陳良と終帯が漢大将軍を称し、戊己校尉史の刁護（ちょうご）を殺して匈奴に帰順した際、烏珠留若鞮単于（在位：紀元前8年 - 13年）は彼らを大いに歓迎して単于庭（宮中）に留まらせ「烏桓都将軍」の称号を授けたと『漢書』匈奴伝、王莽伝に記されており、これを「帰義来降の大将軍」という意味でとるのが妥当である。第三に、鮮卑代王の拓跋什翼犍が339年に代国の諸制度を立てたことを、『魏書』官氏志にて「その諸方来附者、総じて烏丸といい、各多少をもって酋庶長と称す」とあり、これを烏丸＝帰順来附者の巨証であるとし、これら3つの明証をもって「烏桓」とは東胡人が匈奴に帰服したために「帰順」という意味の「烏桓」という族名を授かったとした。

実際、近代蒙古語で投下奴隷をunaganといい、信憑性はありそうである。また、Edwin G. Pulleyblank は、古代中国人は外国語の「a」をしばしば「烏」で写す例が多く、音声上では烏桓の古音はah-hwarでありうる可能性が強く、烏桓はむしろ後世ヨーロッパに侵入したアジアの遊牧民族Awar（アヴァール）を写したものではないかとしている。もし烏桓がAwarを写したものであり、Awarがモンゴル語のabarga（蛇・蠕動）と連結するならば、烏桓族はテュルク・モンゴル族に普遍的にみられる狼をトーテム獣とするが、その狼を虫（蛇）という隠語で呼んだ柔然族の祖であった可能性が高い。いずれにせよ烏桓の原音原義を決定的に断定するには、今後の研究を要するべきであろう。

## 主な指導者
- 郝旦（光武帝の時代）…建武25年（49年）に朝貢。
- 欽志賁（永平年間）…漁陽の烏桓。反乱を起こすが、暗殺される。
- 無何（安帝の時代）…漁陽・右北平・雁門の率衆王。永初3年（109年）反乱を起こす。
- 於秩居（安帝の時代）…元初4年（117年）、漢とともに、鮮卑の連休を討つ。＜『後漢書』鮮卑伝＞
- 戎末廆（順帝の時代）…親漢都尉として漢朝に貢献。率衆王の位を与えられる。
- 阿堅と羌渠（順帝の時代）…永和5年（140年）、南匈奴とともに、反乱を起こす。＜『後漢書』烏桓伝＞

遼西郡
- 丘力居（霊帝から初平年間）
- 楼班（? - 207年）…丘力居の子。成長してから単于となる。
- 蹋頓（初平年間 - 207年）…丘力居の従子で、丘力居の後を継ぐ。袁紹より単于の称号を受ける。
- 護留（曹叡の時代）…237年に朝貢。

上谷郡
- 難楼（那楼と同一人物か?）（? - ?）…袁紹より単于の称号を受ける。
- 那楼（建安年間）…単于代行。

遼東属国
- 蘇僕延（? - ?）…峭王を自称。袁紹より単于の称号を受ける。
- 速僕丸（速附丸）（? - 207年）…単于。公孫康に討ち取られる。

右北平郡
- 烏延（? - 207年）…汗魯王を自称。袁紹より単于の称号を受ける。
- 能臣抵之（? - 207年）…単于。曹操に討ち取られる。
- 寇婁敦（曹叡の時代）…237年に朝貢。

代郡
- 普富盧（建安年間）…単于代行。216年に朝貢。
- 能臣氐（建安年間）…218年、軻比能と手を組み、反乱を起こす。
- 修武盧（普富盧と同一人物か?）…軻比能の配下
- 骨進（曹丕の時代）…魏の国境地帯を侵攻するが、護烏桓校尉の田豫に斬り殺された。

## 参考資料
- 陳寿『三国志』（魏書：武帝紀、烏丸伝、鮮卑伝）（筑摩書房、1992年）
- 『騎馬民族史1』訳注者：内田吟風、田村実造、他（平凡社、1973年）
- 岡崎文夫『魏晋南北朝史』（平凡社、1989年）
- 内田吟風『北アジア史研究 鮮卑柔然突厥篇』（同朋舎出版、1975年、ISBN 4810406261）